# غباربالان
غباربالان (نام علمی: Coniopterygidae) نام یک تیره از راسته بال‌توری‌سانان است.